# Bezirksmuseum Hietzing

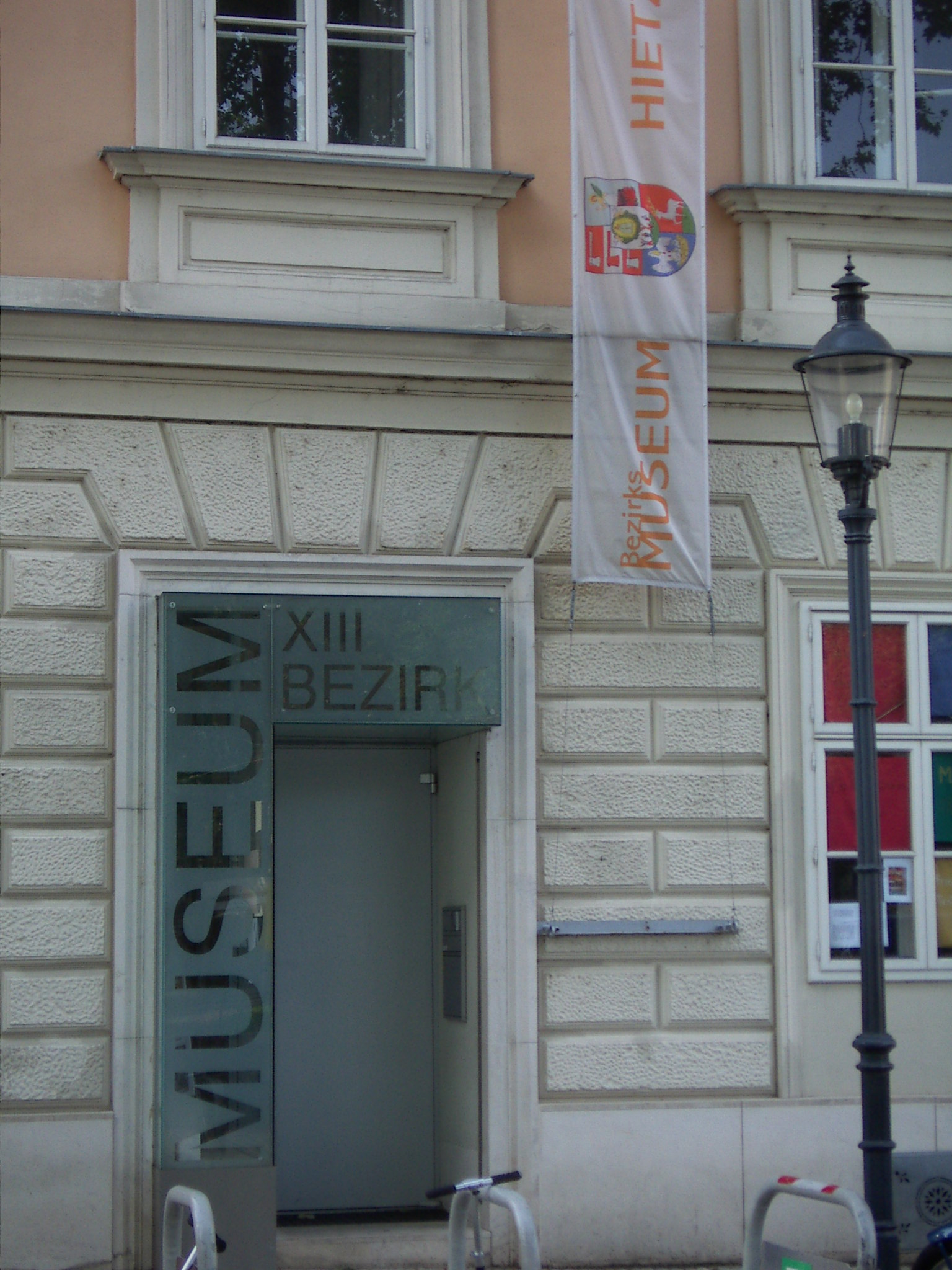
Portal des Bezirksmuseums

Das Bezirksmuseum Hietzing ist das Bezirksmuseum und Heimatmuseum des 13. Wiener Gemeindebezirks Hietzing. Es ist in einem ehemaligen Schulgebäude an der Adresse Am Platz 2 untergebracht. Der Bau zeigt sich bei der Fassade im Stil des Historismus, geht aber in den Grundmauern auf die Zeit vor 1680 zurück. 
Das Bezirksmuseum zeigt die historische Entwicklung jener Vorortgemeinden, die heute im 13. Wiener Gemeindebezirk zusammengefasst sind, von der Prähistorie (altsteinzeitliche Funde) bis ins 20. Jahrhundert. Unter den Erinnerungsstücken an berühmte Persönlichkeiten ist die Schreibmaschine der Nobelpreisträgerin Berta von Suttner zu nennen, Egon Schieles Staffelei, weiters das Modell der von Josef Hoffmann gebauten Villa Primavesi (Gloriettegasse). Da zum „Nobelbezirk“ Hietzing auch das Schloss Schönbrunn gehört, finden sich im Museum auch Erinnerungsstücke an das Kaiserhaus und natürlich eine Schau historischer Ansichten. Auch das Sozial- und Vereinsleben ist dokumentiert. Leiter des Bezirksmuseums ist Ewald Königstein.
Das im Wesentlichen auf freiwilliger Mitarbeit beruhende Museum organisiert auch  Sonderausstellungen und Vorträge. Die Öffnungszeiten sind regelmäßig.